# أولاد بوبكر (أولاد كناو)
أولاد بوبكر هي إحدى مشيخات المملكة المغربية، تتبع جغرافيا لإقليم بني ملال وإداريًا لأولاد كناو. يقدر عدد سكانها بـ 4933 نسمة حسب الإحصاء الرسمي للسكان والسكنى لسنة 2004.